# 科姆斯冰川
72°3′S 25°18′E / 72.050°S 25.300°E
科姆斯冰川是南極洲的冰川，位於東部南極洲的毛德皇后地，處於南龍達訥山脈，全長9公里，流經梅費爾山和科姆薩山，挪威地圖製作師在1957年根據美國海軍把該冰川繪入地圖。